# Cuenca del Kalahari
La Cuenca del Kalahari (o Depresión del Kalahari) es una amplia zona de tierras bajas que cubren más de 2,5 millones de kilómetros cuadrados que abarca la mayor parte de Botsuana, zonas de Namibia y Sudáfrica, y pequeñas zonas del sur de Angola, Zambia y del oeste de Zimbabue. La característica sobresaliente física en la cuenca, y ocupando el centro, es el gran desierto de Kalahari. La ciudad de Windhoek se encuentra en la cuenca del Kalahari.

## Ecología
A pesar de su aridez, la cuenca del Kalahari es compatible con una variedad de fauna y flora en los suelos conocidos como Kalahari Sands. La flora nativa incluye árboles de acacias, Guibourtia coleosperma y un gran número de hierbas y pastos. Algunas de las áreas dentro del Kalahari son humedales estacionales, como los Salares de Makgadikgadi de Botsuana. Esta zona, por ejemplo, apoya numerosas especies halófilas y, en temporada de lluvias, decenas de miles de flamencos visitan estos pantanos.